# Фасти Капитолини
Фасти Капитолини (на латински: Fasti Capitolini) е списък на римските консули (fasti consulares) и генерали (fasti triumphales).
Тази листа от фрагменти (fasti) e намерена в Рим през 1547 г. и e поставена в двореца Консерватори на хълма Капитолий (част от Капитолийските музеи) през 1586 г.
През 19 пр.н.е. император Август поставя триумфална арка на Форум Романум със списъците на консулите от началото на Републиката и образува специална комисия за следене и корекция на грешките.